# Hanna von Hoerner
Hanna von Hoerner (* 14. November 1942 in Görlitz; † 4. Juli 2014 in Oftersheim) war eine deutsche Astrophysikerin und Unternehmerin.

## Leben und Wirken

### Biografie
Hanna von Hoerner wurde 1942 in Görlitz als Tochter des deutschen Astrophysikers Sebastian von Hoerner (1919–2003) und der Lisa Müller (1913–2002) geboren. Der Vater war Sohn des Schriftstellers und Kunstmalers Herbert von Hoerner (1884–1946) und der Schriftstellerin Susanne von Hoerner-Heintze (1890–1978). Die Mutter war die Tochter des Lehrers und Geschäftsmannes Fritz Müller und der Frieda Lange.
Schon im Kindesalter war sie von Elektronik fasziniert. Bereits mit sechs Jahren baute sie ihr erstes Radio. Als Hanna von Hoerner 20 Jahre alt war, wanderte die Familie aufgrund einer Anstellung des Vaters beim National Radio Astronomy Observatory in die USA aus. Dort arbeitete sie am damals größten Radioteleskop in Green Banks in West Virginia. 1965 kehrte sie nach Deutschland zurück, um ein Studium der experimentellen Physik in Heidelberg zu beginnen. Im Jahr 1971 gründete sie noch als Doktorandin zusammen mit einem Kommilitonen die Firma von Hoerner & Sulger, die spezialisiert ist auf die Herstellung von Instrumenten zur Analyse von Kometenstaub.
1974 erhielt sie ihren Doktortitel in Physik. Das Thema ihrer Arbeit war wie schon in ihrer Diplomarbeit das erste Raumfahrtexperiment – die Erforschung der Ionosphäre mit Raketen.
Das von ihr gegründete Unternehmen, für das sie wissenschaftliche Instrumente entwickelte und als Geschäftsführerin jahrzehntelang leitete, hat in Zusammenarbeit mit dem Max-Planck-Institut für Sonnensystemforschung die Staubanalysatoren zur Untersuchung des Halleyschen Kometen für die Raumsonden Vega 1+2, Giotto, Stardust, Cassini, CONTOUR und Rosetta produziert.
Am 25. April 2009 wurde Hanna von Hoerner die Verdienstmedaille des Landes Baden-Württemberg verliehen, denn „sie versteht es, Menschen für die Weltraum-Technologie zu begeistern und ist besonders für Mädchen ein Vorbild“. Am 12. Juni 2013 wurde sie mit dem Bundesverdienstkreuz erster Klasse, aufgrund der Förderung der Raumfahrt und des Gemeinwohls des Landes ausgezeichnet. Überreicht wurde das Bundesverdienstkreuz vom Minister für Finanzen und Wirtschaft des Landes Baden-Württemberg, Nils Schmid, der sie als „wichtige Botschafterin für den Technologiestandort Baden-Württemberg“ bezeichnete. Die Firma als „David unter den Raumfahrt-Goliaths“ sei ein Weltmarktführer für Instrumente zur Analyse von Kometenstaub und habe den besten Ruf.
Hanna von Hoerner war zuletzt wohnhaft in Oftersheim, Baden-Württemberg und arbeitete zwei- bis dreimal pro Woche nachmittags im von ihr gegründeten Unternehmen, das von zwei Geschäftsführern geleitet wird. Außerdem lebte sie auch in ihrem Haus in der Provence. Das Unternehmen von Hoerner & Sulger befindet sich in Schwetzingen.

### Medienresonanz und Mitgliedschaften
Im Jahr 2004 war sie in einem Werbespot für das Land Baden-Württemberg zu sehen. 2009 war sie Gesprächspartnerin in Frank Elstners Talkshow Menschen der Woche.  Im Herbst 2009 trat sie bei der Veranstaltung Highlights der Physik im Kölner Gürzenich auf und stellte das Labormodell des geplanten europäischen Mars-Rovers vor. Sie wirkte im Kuratorium des Max-Planck-Instituts für Sonnensystemforschung. Außerdem war sie Mitglied des Forums Raumfahrt im Bundesverband der Deutschen Luft- und Raumfahrtindustrie (BDLI) und Mitglied der Programmkommission Raumfahrt beim Deutschen Zentrum für Luft- und Raumfahrt (DLR).

## Ehrungen
- 2009: Verdienstmedaille des Landes Baden-Württemberg
- 2013: Verdienstorden der Bundesrepublik Deutschland 1. Klasse
- 2016: Benennung eines Asteroiden nach ihr: (429031) Hannavonhoerner